# Airi Suzuki
Airi Suzuki (鈴木 愛理), född 12 april 1994 i Gifu prefektur, Japan, är en japansk sångerska och idol. Hon är medlem i grupperna °C-ute och Buono! inom ramen för Hello! Project.

## Diskografi
Cute
1. Cutie Queen Vol. 1
2. 2 Mini: Ikiru to Iu Chikara
3. 3rd: Love Escalation!
4. 4 Akogare My Star
5. Shocking 5
6. Chō Wonderful! 6
7. Dai Nana Shō 'Utsukushikutte Gomen ne
8. 8 Queen of J-POP
9. ℃maj9

Buono!
1. Café Buono!
2. Buono! 2
3. We Are Buono!
4. Partenza
5. SHERBET

## Fotoböcker
1. Airi (2007)
2. Clear (2007)
3. 6gatsu no Kajitsu (2008)
4. Aoiro (2009)
5. Tōkō-bi (2010)
6. Meguru Haru (2011)
7. Oasis (2011)
8. Kono Kaze ga Suki (2012)
9. Suzuki Airi Perfect Book "Airi-al" (2012)
10. Sotsugyou (2013)
11. Oyoganai Natsu (2013)
12. Kyomei (2014)